# François Vergucht
François Pierre Vergucht (* 30. Dezember 1885 in Saint-Josse-ten-Noode/Sint-Joost-ten-Node; † 23. Juni 1944 in Gent) war ein belgischer Ruderer.

## Biografie
François Vergucht wurde 1906, 1907 und 1908 Europameister mit dem belgischen Achter. Bei den Olympischen Sommerspielen 1908 in London gehörte er zur belgischen Crew, die in der Achter-Regatta die Silbermedaille gewann.